# Гіффорд (Іллінойс)
Гіффорд (англ. Gifford) — селище (англ. village) в США, в окрузі Шампейн штату Іллінойс. Населення — 911 особа (2020).

## Географія
Гіффорд розташований за координатами 40°18′28″ пн. ш. 88°1′17″ зх. д. / 40.30778° пн. ш. 88.02139° зх. д. (40.307849, -88.021333).  За даними Бюро перепису населення США в 2010 році селище мало площу 1,17 км², уся площа — суходіл.

## Демографія
Згідно з переписом 2010 року, у селищі мешкало 975 осіб у 367 домогосподарствах у складі 261 родини. Густота населення становила 833 особи/км².  Було 393 помешкання (336/км²).
Расовий склад населення:
| - 97,6 % — білих - 0,4 % — чорних або афроамериканців - 0,3 % — азіатів - 1,2 % — осіб інших рас |

До двох чи більше рас належало 0,4 %. Частка іспаномовних становила 1,6 % від усіх жителів.
За віковим діапазоном населення розподілялося таким чином: 22,5 % — особи молодші 18 років, 56,1 % — особи у віці 18—64 років, 21,4 % — особи у віці 65 років та старші. Медіана віку мешканця становила 42,4 року. На 100 осіб жіночої статі у селищі припадало 89,3 чоловіків;  на 100 жінок у віці від 18 років та старших — 85,7 чоловіків також старших 18 років.
Середній дохід на одне домашнє господарство  становив 68 308 доларів США (медіана — 59 000), а середній дохід на одну сім'ю — 78 658 доларів (медіана — 71 250). Медіана доходів становила 48 646 доларів для чоловіків та 43 125 доларів для жінок. За межею бідності перебувало 6,2 % осіб, у тому числі 9,2 % дітей у віці до 18 років та 2,2 % осіб у віці 65 років та старших.
Цивільне працевлаштоване населення становило 418 осіб. Основні галузі зайнятості: освіта, охорона здоров'я та соціальна допомога — 30,1 %, виробництво — 11,7 %, транспорт — 9,6 %, будівництво — 9,6 %.